# Фондова борса на Торонто
Фондовата борса на Торонто (на английски: Toronto Stock Exchange, съкратено TSX, преди това съкращавано като TSE) е най-голямата фондова борса в Канада, 3-та по големина в Северна Америка и 7-ата в света по пазарна капитализация.
Нейната централа е в най-големия канадски град Торонто. Тя е притежавана и оперирана като дъщерна компания на TMX Group за търгуване на дълг и облигации. На борсата са представени много компании от Канада, САЩ и други страни. В допълнение към конвенционалните ценни книжа борсата листва борсово търгувани фондове, акции на временни корпорации, доходни тръстове и инвестиционни фондове.
Фондовата борса е лидер в сектора за мини, нефт и газ, с най-много листвани компании в света.